# كارلوماب
كارلوماب هو جسم مضاد وحيد النسيلة مصمم لعلاج الأورام والأمراض المناعية.
طورته شركة جونسون وجونسون.